# Список позвоночных, занесённых в Красную книгу Кировской области
Список позвоночных, занесённых в Красную книгу Кировской области включает включает 64 видов, относящихся к классам круглоротых (2 вида), лучепёрых рыб (8 видов), земноводных (2 вида), пресмыкающихся (1 вид), птиц (42 вида) и млекопитающих (9 видов).
После названия вида римскими цифрами указана категория охраны
- I — вид находящийся под угрозой исчезновения
- II — редкий в недавнем прошлом вид, численность которого быстро сокращается
- III — редкий малочисленный вид
- IV — вид, статус редкости которого не установлен ввиду недостатка сведений
- V — восстановленный вид, выходящий из-под угрозы исчезновения

## Распределение видов по категориям охраны
Наибольшее число видов позвоночных Красной книги Кировской области включены в III категорию охраны (31 вид). К I категории отнесены 13 видов, к II категории — 9 видов. Категория IV присвоеда 5 видам, а V — 7 видам

## КлассКруглоротые—Cyclostomata

### ОтрядМиногообразные—Petromyzontiformes
- Семейство Миноговые — Petromyzontidae
  - Сибирская минога — Lethenteron kessleri (Anikin, 1905) — III
  - Речная (невская) минога — Lampetra fluviatilis (Linnaeus,  1758) — III

## КлассЛучепёрые рыбы—Actinopterygii

### ОтрядОсетрообразные—Acipenseriformes
- Семейство Осетровые — Acipenseridae
  - Русский осётр — Acipenser gueldenstaedtii (Brandt, 1833) — I
  - Стерлядь — Acipenser ruthenus (Linnaeus,  1758) (популяция верховьев р. Камы) — III

### ОтрядЛососеобразные—Salmoniformes
- Семейство Сиговые — Coregonidae
  - Нельма — Stenodus leucichthys nelma (Pallas, 1773) — III
- Семейство Хариусовые — Thymallidae
  - Европейский хариус — Thymallus thymallus (Linnaeus,  1758) (популяция верховьев р. Камы) — II

### ОтрядКарпообразные—Cypriniformes
- Семейство Карповые — Cyprinidae
  - Русская быстрянка — Alburnoides bipunctatus rossicus (Berg, 1924) — III
  - Подуст — Chondrostoma nasus (Linnaeus,  1758) — V
- Семейство Окуневые — Percidae
  - Берш — Stizostedion volgense (Gmelin, 1788) — II
- Семейство Керчаковые — Cottidae
  - Обыкновенный подкаменщик — Cottus gobio (Linnaeus,  1758) — V

## КлассЗемноводные—Amphibia

### ОтрядХвостатые—Caudata
- Семейство Углозубы — Hynobiidae
  - Сибирский углозуб — Salamandrella keyserlingii (Dybowsky, 1870) — III

### ОтрядБесхвостые земноводные—Anura
- Семейство Жерлянки — Bombinatoridae
  - Краснобрюхая жерлянка — Bombina bombina (Linnaeus, 1761)  — IV

## КлассПресмыкающиеся—Reptilia

### ОтрядЧешуйчатые—Squamata
- Семейство Ужовые — Colubridae
  - Медянка — Coronella austriaca (Laurenti, 1768) — III

## КлассПтицы—Aves

### ОтрядГагарообразные—Gaviiformes
- Семейство Гагаровые — Gaviidae
  - Европейская чернозобая гагара — Gavia arctica (Linnaeus,  1758) — III

### ОтрядПоганкообразные—Podicipediformes
- Семейство Поганковые — Podicipedidae
  - Черношейная поганка — Podiceps nigricollis (C. L. Brehm, 1831) — III
  - Красношейная поганка — Podiceps auritus (Linnaeus, 1758) — V
  - Большая поганка, или чомга — Podiceps cristatus (Linnaeus,  1758) — V

### ОтрядАистообразные—Ciconiiformes
- Семейство Цаплевые — Ardeidae
  - Большая выпь — Botaurus stellaris (Linnaeus,  1758) — III
- Семейство Аистовые — Ciconiidae
  - Белый аист — Ciconia ciconia (Linnaeus,  1758) — I
  - Чёрный аист — Ciconia nigra (Linnaeus,  1758) — I

### ОтрядГусеобразные—Anseriformes
- Семейство Утиные — Anatidae
  - Краснозобая казарка — Branta ruficollis (Pallas, 1769) — III
  - Пискулька — Anser erythropus (Linnaeus,  1758) — II
  - Лебедь-кликун — Cygnus cygnus (Linnaeus,  1758) — IV
  - Лебедь-шипун — Cygnus olor (Gmelin, 1789) — IV

### ОтрядСоколообразные—Falconiformes
- Семейство Скопиные — Pandionidae
  - Скопа — Pandion haliaetus (Linnaeus,  1758) — II
- Семейство Ястребиные — Accipitridae
  - Степной лунь — Circus macrourus (Gmelin, 1771) — III
  - Болотный лунь — Circus aeruginosus (Linnaeus,  1758) — V
  - Змееяд — Circaetus gallicus (Gmelin, 1788) — I
  - Большой подорлик — Aquila clanga (Pallas, 1811) — II
  - Беркут — Aquila chrysaetos (Linnaeus,  1758) — I
  - Могильник — Aquila heliaca (Savigny, 1809) — III
  - Орлан-белохвост — Haliaeetus albicilla (Linnaeus,  1758) — I
- Семейство Соколиные — Falconidae
  - Кречет — Falco rusticolus (Linnaeus, 1758) — I
  - Сапсан — Falco peregrinus (Tunstall, 1771) — I
  - Кобчик — Falco vespertinus (Linnaeus, 1766) — II

### ОтрядКурообразные—Galliformes
- Семейство Тетеревиные — Tetraonidae
  - Среднерусская белая куропатка — Lagopus lagopus rossicus (Serebrovsky, 1926)  — III

### ОтрядЖуравлеобразные—Gruiformes
- Семейство Пастушковые — Rillidae
  - Пастушок — Rallus aquaticus (Linnaeus,  1758) — III
  - Погоныш-крошка — Porzana pusilla (Pallas, 1776) — III
  - Камышница — Gallinula chloropus (Linnaeus,  1758) — V

### ОтрядРжанкообразные—Charadriiformes
- Семейство Ржанковые — Charadriidae
  - Ржанка золотистая — Pluvialis apricaria (Linnaeus,  1758) — III
- Семейство Бекасовые — Scolopacidae
  - Поручейник — Tringa stagnatilis (Bechstein, 1803) — III
- Семейство Кулики-сороки — Haematopodidae
  - Материковый кулик-сорока — Haematopus ostralegus longipes (Buturlin, 1910) — III
- Семейство Чайковые — Laridae
  - Малая крачка — Sterna albifrons (Pallas, 1764) — III

### ОтрядГолубеобразные—Columbiformes
- Семейство Голубиные — Columbidae
  - Кольчатая горлица — Streptopelia decaocto (Frivaldszky, 1838) — I

### ОтрядСовообразные—Strigiformes
- Семейство Совиные — Strigidae
  - Филин — Bubo bubo (Linnaeus,  1758) — II
  - Сплюшка — Otus scops (Linnaeus,  1758) — IV
  - Серая неясыть — Strix aluco (Linnaeus,  1758) — II
  - Бородатая неясыть — Strix nebulosa (Forster, 1772) — III

### ОтрядРакшеобразные—Coraciiformes
- Семейство Зимородковые — Alcedinidae
  - Обыкновенный зимородок — Alcedo atthis (Linnaeus,  1758) — III
- Семейство Щурковые — Meropidae
  - Золотистая щурка — Merops apiaster (Linnaeus,  1758) — III

### ОтрядПтицы-носороги—Bucerotiformes
- Семейство Удодовые — Upupidae
  - Удод — Upupa epops (Linnaeus, 1758) — III

### ОтрядВоробьинообразные—Passeriformes
- Семейство Дроздовые — Turdidae
  - Пёстрый дрозд — Zoothera dauma (Latham, 1790)  — III
- Семейство Сорокопутовые — Laniidae
  - Обыкновенный серый сорокопут — Lanius excubitor excubitor (Linnaeus,  1758) — III
- Семейство Синицевые — Paridae
  - Европейская белая лазоревка, или князек — Cyanistes cyanus (Pallas, 1770) — I
- Семейство Мухоловковые — Muscicapidae
  - Горихвостка-чернушка — Phoenicurus ochruros (S.G. Gmelin, 1789) — III

## КлассМлекопитающие—Mammalia

### ОтрядГрызуны—Rodentia
- Семейство Соневые — Gliridae
  - Садовая соня — Eliomys quercinus (Linnaeus, 1766) — III

### ОтрядНасекомоядные—Eulipotyphla
- Семейство Кротовые — Talpidae
  - Выхухоль — Desmana moschata (Linnaeus,  1758) — I

### ОтрядРукокрылые—Chiroptera
- Семейство Гладконосые летучие мыши — Vespertilionidae
  - Нетопырь Натузиуса — Pipistrellus nathusii (Keyserling et Blasius, 1839) — V
  - Ночница Наттерера — Myotis nattereri (Kuhl, 1818) — III
  - Усатая ночница — Myotis mystacinus (Kuhl, 1817) — III
  - Рыжая вечерница — Nyctalus noctula ( Schreber, 1774) — III

### ОтрядКитопарнокопытные—Cetartiodactyla
- Семейство Оленьи — Cervidae
  - Европейский северный олень — Rangifer tarandus tarandus (Linnaeus,  1758) — I

### ОтрядХищные—Carnivora
- Семейство Куньи — Mustelidae
  - Колонок — Mustela sibirica (Pallas, 1773) — IV
  - Европейская норка — Mustela lutreola (Linnaeus, 1761) — I